# Echoverleihung 2015
Die 24. Echoverleihung der Deutschen Phono-Akademie fand am 26. März 2015 in der Messe Berlin statt. Die Gala wurde zum dritten Mal von Barbara Schöneberger moderiert und im Fernsehsender Das Erste ausgestrahlt. Der ECHO 2015 wurde in 30 Kategorien vergeben, darunter die erstmals vergebene Kategorie „Bester interaktiver Act“ (für die erfolgreichste Aktivität und Interaktion im Social-Media-Bereich), die Kollegah für sich entscheiden konnte. Zu den aussichtsreichsten Kandidaten zählten Andreas Bourani und Helene Fischer, die je viermal nominiert waren. Davon gewann Fischer alle vier Preise und Bourani einen, den Radio-Echo. DJ Robin Schulz ging mit drei Nominierungen ins Rennen und gewann letztlich den ECHO als „Bester Dance Act National“. Andreas Gabalier, Kollegah, Oonagh und das Projekt Sing meinen Song – Das Tauschkonzert gewannen je zwei Echos. Nana Mouskouri wurde mit dem Echo für ihr Lebenswerk ausgezeichnet, wobei sie per Videozuschaltung von Quincy Jones gewürdigt wurde. Die Sendung wurde mit einer Schweigeminute für die 150 Opfer des Germanwings-Flug 9525 eingeleitet, die von Lindsey Stirling auf der Violine begleitet wurde. Der Abend stand im Zeichen des 2014 verstorbenen Udo Jürgens, der als fünfter Künstler (nach Peter Alexander, Amy Winehouse, Whitney Houston und Michael Jackson) in die ECHO Hall of Fame aufgenommen wurde.

## Liveacts
Showacts (in der Reihenfolge ihres Auftretens):
- Tribute to Udo Jürgens, der am 21. Dezember 2014 verstarb: Orchester Pepe Lienhard, Roger Cicero, Adel Tawil, Andreas Bourani, Udo Lindenberg, Herbert Grönemeyer, Sarah Connor, Xavier Naidoo, Annett Louisan: Ich weiß, was ich will
- Andreas Bourani & Lindsey Stirling: Auf anderen Wegen
- Mr. Probz: Waves (Robin Schulz Remix)
- Robin Schulz feat. Jasmine Thompson: Sun Goes Down
- Robin Schulz feat. Ilsey Juber: Headlights
- Robin Schulz feat. Frida Gold: Prayer in C[A 1][3]
- Deichkind: Denken Sie groß
- James Bay: Hold Back the River
- Revolverheld: Ich lass für dich das Licht an
- Ann Sophie: Black Smoke
- Andreas Gabalier: Mountain Man
- Herbert Grönemeyer: Fang mich an
- Meghan Trainor: All About That Bass und Lips Are Movin
- Stefanie Heinzmann feat. The Common Linnets: In the End
- Tribute to Bob Marley, der am 6. Februar 2015 70 Jahre alt geworden wäre: Gentleman, Maxi Priest, Wolfgang Niedecken, Campino, Joy Denalane und Nneka: Redemption Song[A 2][3]

## Preisträger und Nominierte

### Rock/Pop

#### Künstler national Rock/Pop
Herbert Grönemeyer – Dauernd jetzt
- Andreas Bourani – Hey
- Rea Garvey – Pride
- Peter Maffay – Wenn das so ist
- Adel Tawil – Lieder

Präsentatorin: Anna Loos

#### Künstler international Rock/Pop
Ed Sheeran – ×
- James Blunt – Moon Landing
- Eric Clapton & Friends – The Breeze – An Appreciation of JJ Cale
- Michael Jackson – Xscape
- Pharrell Williams – G I R L

Präsentatorin: Kylie Minogue

#### Künstlerin national Rock/Pop
Oonagh – Oonagh
- Alexa Feser – Gold von morgen
- Annett Louisan – Zu viel Information
- Ina Müller – 48
- Y’akoto – Moody Blues

Präsentatoren: Santiano

#### Künstlerin international Rock/Pop
Zaz – Paris
- Kiesza – Sound of a Woman
- Lana Del Rey – Ultraviolence
- Shakira – Shakira.
- Taylor Swift – 1989

#### Gruppe national Rock/Pop
Revolverheld – Immer in Bewegung
- Die Fantastischen Vier – Rekord
- Faun – Luna
- Marquess – Favoritas
- Radio Doria – Radio Doria – Die freie Stimme der Schlaflosigkeit

Präsentator: Andreas Gabalier

#### Gruppe international Rock/Pop
Pink Floyd – The Endless River
- Coldplay – Ghost Stories
- The Common Linnets – The Common Linnets
- Sunrise Avenue – Fairytales – Best of 2006–2014
- U2 – Songs of Innocence

Präsentatoren: Scorpions

### Rock/Alternative

#### Gruppe Rock/Alternative (national)
Unheilig – Gipfelstürmer
- Beatsteaks – Beatsteaks
- Element of Crime – Lieblingsfarben und Tiere
- Farin Urlaub Racing Team – Faszination Weltraum
- Kraftklub – In Schwarz

Präsentatorin: Lena Meyer-Landrut

#### Gruppe Rock/Alternative (international)
AC/DC – Rock or Bust
- Foo Fighters – Sonic Highways
- Linkin Park – The Hunting Party
- Nickelback – No Fixed Address
- Slipknot – .5: The Gray Chapter

Laudator: Thomas Gottschalk

### Schlager/volkstümliche Musik

#### Künstler/Künstlerin/Gruppe deutschsprachiger Schlager
Helene Fischer – Farbenspiel
- Andrea Berg – Atlantis Live – 2014
- Beatrice Egli – Bis hierher und viel weiter
- Fantasy – Eine Nacht im Paradis
- Udo Jürgens & seine Gäste – Mitten im Leben – Das Tributalbum

Laudator: Til Schweiger

#### Künstler/Künstlerin/Gruppe volkstümliche Musik
Andreas Gabalier – Home Sweet Home
- Die Amigos – Sommerträume
- Kastelruther Spatzen – Eine Brücke ins Glück
- Santiano – Mit den Gezeiten
- Voxxclub – Ziwui

Präsentator: Xavier Naidoo

### Hip Hop/Urban

#### Künstler/Künstlerin/Gruppe Hip Hop/Urban (national)
Kollegah – King
- Farid Bang – Killa
- Cro – Melodie
- Kool Savas – Märtyrer
- Shindy – FVCKB!TCHE$GETMONE¥

Präsentator: Mark Forster

### Hit des Jahres und Album des Jahres

#### Hit des Jahres (national oder international)
Helene Fischer – Atemlos durch die Nacht
- Andreas Bourani – Auf uns
- Mark Forster feat. Sido – Au revoir
- Mr. Probz – Waves
- Lilly Wood & the Prick and Robin Schulz – Prayer in C

Präsentatorin: Meghan Trainor

#### Album des Jahres (national oder international)
Helene Fischer – Farbenspiel
- AC/DC – Rock or Bust
- Herbert Grönemeyer – Dauernd jetzt
- Pink Floyd – The Endless River
- Various Artists (Xavier Naidoo, Sasha, Gregor Meyle, Roger Cicero, Sandra Nasić, Andreas Gabalier, Sarah Connor) – Sing meinen Song – Das Tauschkonzert

Präsentator: Nile Rodgers

### Bestes Video (national)
Das Beste Musikvideo 2015 wurde von einer Jury ermittelt, die sich paritätisch aus Vertretern der Filmbranche sowie den Mitgliedern des Vorstandes des Bundesverbandes Musikindustrie und einem Vertreter der ARD zusammensetzt. Das Gewinner-Video wurde am 25. März 2015 beim ECHO-Charity-Dinner bekanntgegeben.
 Kraftklub – Unsere Fans Regie: Christian Alson, Produktion: Moritz Mebesius
- Beatsteaks – Gentleman of the Year
- Andreas Bourani – Auf uns
- Hundreds – Ten Headed Beast
- Marcus Wiebusch – Der Tag wird kommen

### Nachwuchspreis der Deutschen Phonoakademie

#### Newcomer des Jahres (national)
Oonagh – Oonagh
- Andreas Kümmert – Here I Am
- Majoe – Breiter als der Türsteher
- Radio Doria – Radio Doria – Die freie Stimme der Schlaflosigkeit
- Robin Schulz – Prayer

Präsentator: Adel Tawil

#### Newcomer des Jahres (international)
The Common Linnets – The Common Linnets
- George Ezra – Wanted on Voyage
- Kiesza – Sound of a Woman
- Lorde – Pure Heroine
- Sam Smith – In the Lonely Hour

Präsentatoren: Elaiza

### Dance (national)
Robin Schulz – Prayer
- Alle Farben – Synesthesia
- Deichkind – Niveau weshalb warum
- Fritz Kalkbrenner – Ways over Water
- Scooter – The Fifth Chapter

Präsentatoren: Yello

### Dance (international)
David Guetta – Listen
- Avicii – True
- Clean Bandit – New Eyes
- Calvin Harris – Motion
- Klangkarussell – Netzwerk

### Crossover (national oder international)
Lindsey Stirling – Shatter Me
- Adoro – Nah bei dir
- Gregorian – Winter Chants
- Schiller – Symphonia
- Wise Guys – Achterbahn

Präsentator: Andreas Bourani

### Musik-DVD/BluRay-Produktion (national)
Helene Fischer – Farbenspiel Live – Die Tournee
- Andrea Berg – Atlantis – Live
- Böhse Onkelz – Nichts ist für die Ewigkeit – Live am Hockenheimring 2014
- Frei.Wild – Live in Frankfurt: Unfassbar, unvergleichbar, unvergesslich
- Die Toten Hosen – Live: Der Krach der Republik

Präsentatoren: a-ha

### Live-Act national
Andrea Berg
Laudatorin: Beatrice Egli

### Kritikerpreis
Deichkind – Niveau weshalb warum
- Kraftklub – In Schwarz
- Marteria – Zum Glück in die Zukunft II
- The Notwist – Close to the Glass
- Trümmer – Trümmer

### Produzent/in/-en-Team des Jahres
Michael Herberger für Sing meinen Song – Das Tauschkonzert

### Radio-ECHO
Der Preisträger wurde am 26. März 2015 per Telefon- und SMS-Abstimmung gewählt.
 Andreas Bourani – Auf uns
- Mark Forster feat. Sido – Au revoir
- Cro – Traum
- Revolverheld – Lass uns gehen
- Adel Tawil feat. Matisyahu – Zuhause

Präsentatorin: Barbara Schöneberger

### Würdigung des Lebenswerkes
Nana Mouskouri
Laudator: Till Brönner

### Partner des Jahres
VOX, Talpa Germany sowie die beteiligten Künstler Xavier Naidoo, Sasha, Gregor Meyle, Roger Cicero, Sandra Nasić, Andreas Gabalier, Sarah Connor für Sing meinen Song – Das Tauschkonzert
Präsentatoren: Yvonne Catterfeld, Andreas Bourani, Daniel Wirtz und Christina Stürmer.

### Handelspartner des Jahres
Media Markt Hamburg-Harburg

### Würdigung für soziales Engagement
Udo Lindenberg für die Udo-Lindenberg-Stiftung
Laudator: Detlev Buck

### Bester interaktiver Act
Kollegah

### Bester nationaler Act im Ausland
Milky Chance

### Echo Hall of Fame
Udo Jürgens